# 西藏含笑
西藏含笑（学名：Michelia kisopa）为木兰科含笑属下的一个种。